# Атанасово језеро
Атанасово језеро (буг. Атанасовско езеро) је слано приобално језеро северно од Бургаса, Бугарска, у непосредној близини Црног мора. Језеро је дугачко око 5 км и пресечено је са два пешчана наноса на средини. Језеро је познато по разноврсности флоре и фауне и окружено је мочварама и каналима који одводе читав локални басен у море.
Због високог садржаја соли у води Атаносовог језера који се сваке године повећава због везе са морем, ту се производи со од 1906. године, а годишње се добија 40.000 тона морске соли. У северном делу језера основан је резерват природе почетком 1980. године, повезан је каналом са Црним морем, док се мањи јужни део користи за производњу соли и представља тампон зону у резервату. Пут који повезује Варну са Бургасом пролази преко пешчане наносе на средини језера.

## Екологија
Језеро је дом за 230 врста васкуларних биљака, од којих су 7 угрожене у Бугарској. Такође је станиште и за средоземне ровчице, најмањих сисара по маси. Атанасово језеро је једна од кључних орнитолошких локација у земљи, где је присутно 314 врста птица, што је 70% врста у Бугарској. 12 врста је глобално угрожено, међу које спадају: мали вранац, гуска црвеновољка, патка њорка, кудрави несит и прдавац. Поред њих, 17 локалних врста птица које су у опасности од изумирања у Бугарској живи на језеру, међу којима су обична чигра и средоземни галеб. Језеро се налази на важном миграцијском путу птица, а језеро је највише насељено птицама током јесење миграције.